# Xuân Hương – Đà Lạt
Xuân Hương - Đà Lạt là một phường thuộc tỉnh  Lâm Đồng, Việt Nam.
Phường Xuân Hương - Đà Lạt được thành lập ngày 16 tháng 6 năm 2025 theo Nghị quyết số 1656/NQ-UBTVQH15  của Ủy ban Thường vụ Quốc hội  trên cơ sở sáp nhập  toàn bộ diện tích tự nhiên, quy mô dân số của Phường 1 và Phường 2, Phường 3, Phường 4, Phường 10, thành phố Đà Lạt . Phường này chính thức hoạt động từ ngày 01 tháng 7 năm 2025.

## Địa lý
Phường Xuân Hương - Đà Lạt có vị trí địa lý:
- Phía Bắc giáp phường Lâm Viên - Đà Lạt
- Phía Nam giáp các xã Hiệp Thạnh và Nam Ban Lâm Hà
- Phía Đông giáp phường Xuân Trường - Đà Lạt
- Phía Tây giáp xã Cam Ly - Đà Lạt

Phường có diện tích 73,45 km², dân số năm 2025 là 103.178 người, mật độ dân số đạt 1.405 người/km².